# Lago Chiaretto
Il Lago Chiaretto è uno dei laghi alpini situati ai piedi del Monviso nel comune di Crissolo.

## Caratteristiche
Il lago si trova lungo il Giro di Viso e dista circa 1,5 ore dal rifugio Quintino Sella al Monviso e circa 1,5 ore dal Pian del Re. È così chiamato per il particolare colore turchese che assumono le sue acque, dovuto ai minerali confluiti durante gli anni, a seguito della fusione della neve per la maggior parte proveniente dal ghiacciaio Coolidge.
Assieme ad altri tre laghi (Lago Fiorenza, Lago Superiore di Viso e Lago Grande di Viso) è possibile raggiungerlo attraverso il Giro dei Laghi, un itinerario escursionistico proposto dal comune di Crissolo che parte dal Pian del Re.

## Galleria d'immagini

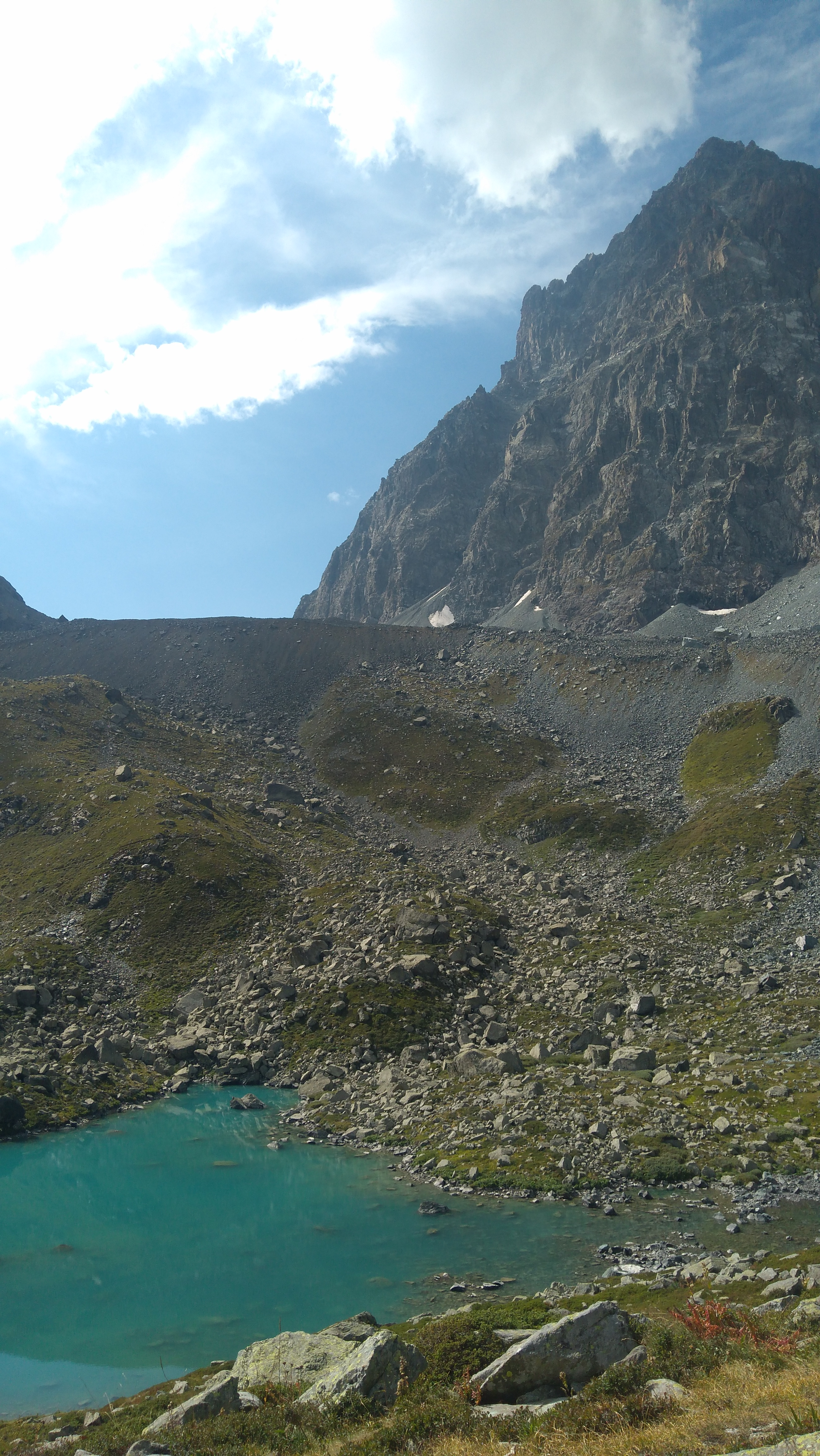
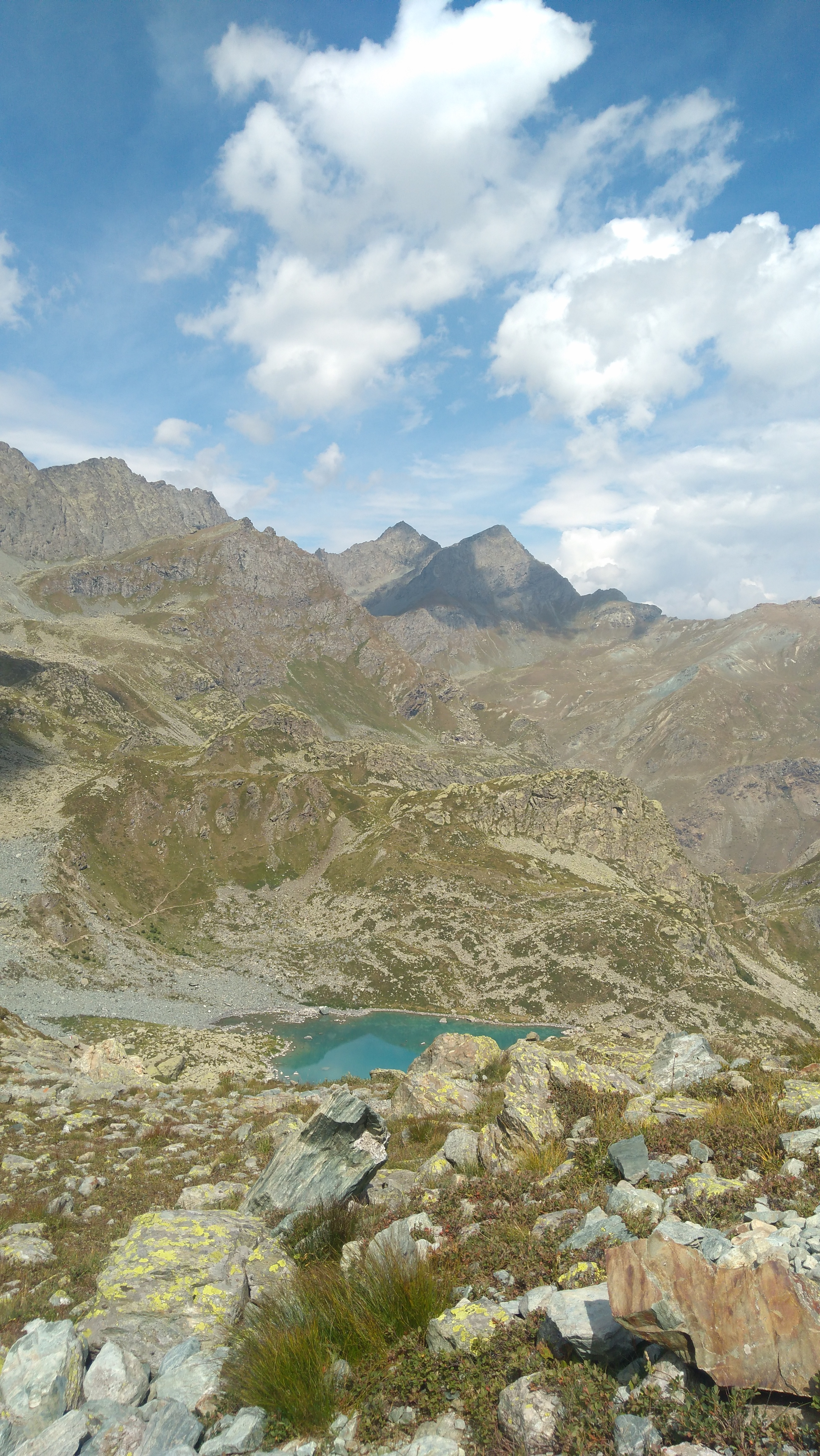
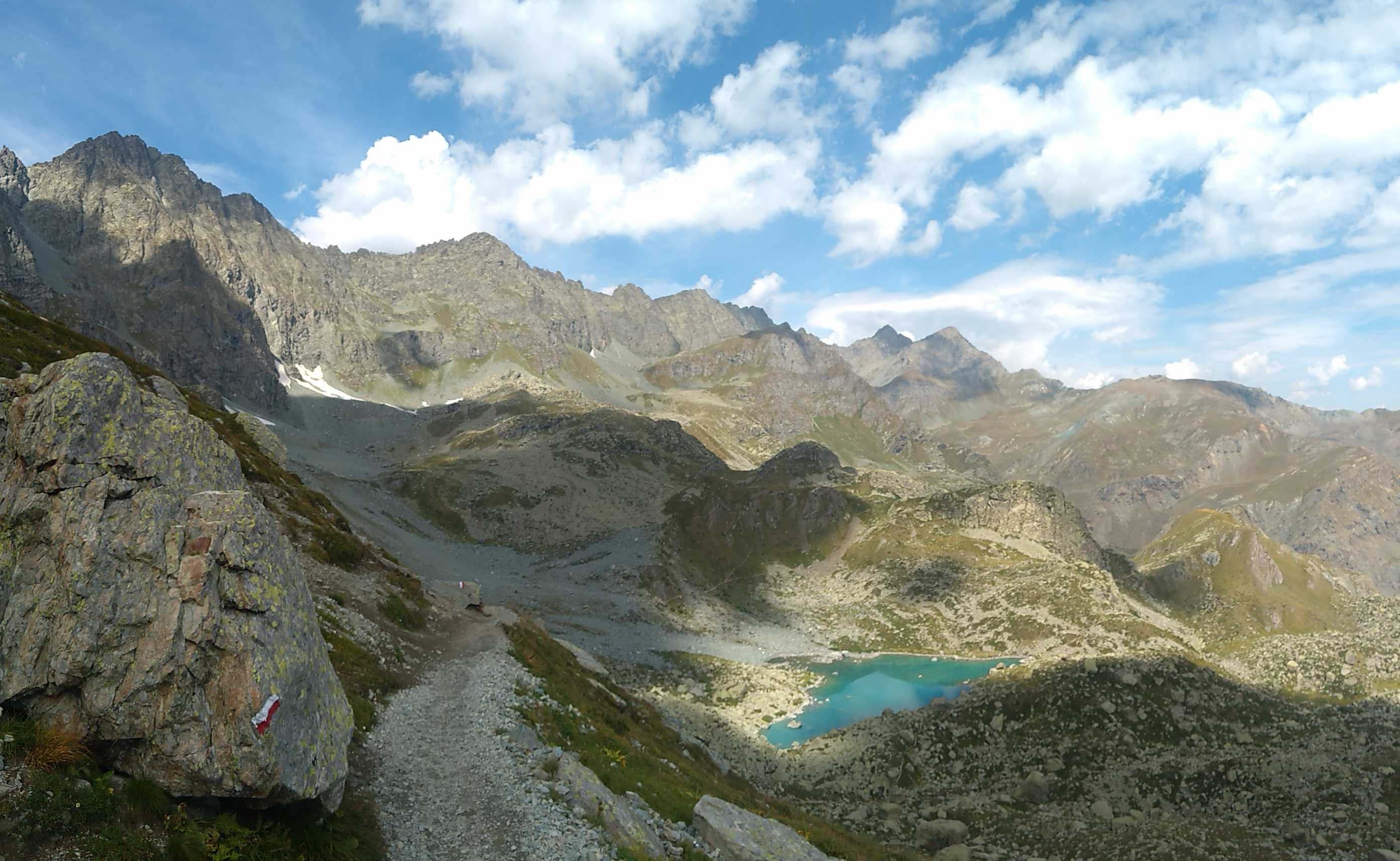
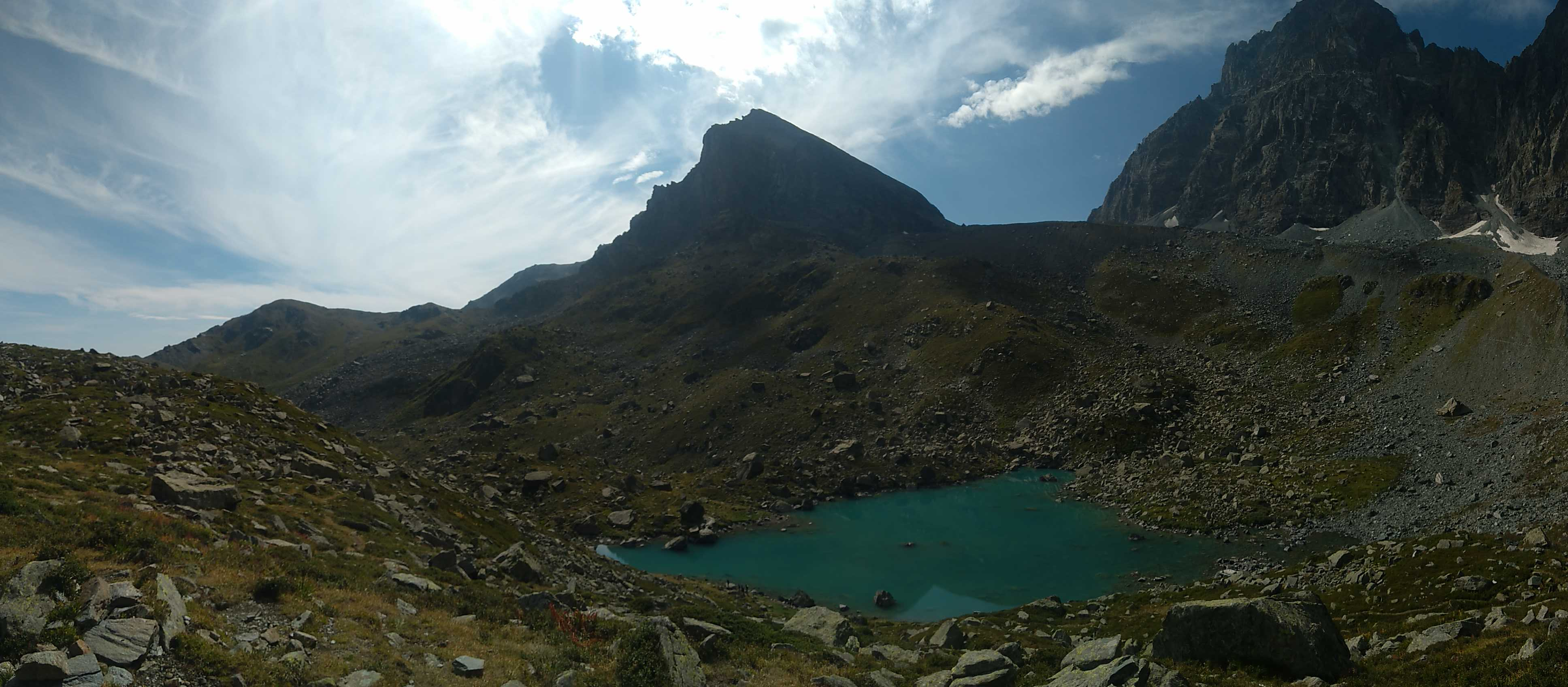